# Chapelle Sainte-Marie-des-Anges de Għargħur
La chapelle Sainte-Marie-des-Anges est une chapelle catholique située à Għargħur, à Malte.

## Historique
Les frères franciscains commencèrent à bâtir une église en 1973. Cette dernière a été bénie le 2 août 1995 et consacré le 2 août 2000.